# Хајрудин Мешић
Хајрудин Мешић (звани „капетан Хајро“ и Лабуд; Средња Трнова, 1. јануар 1959 — Незук, 30. октобра 1992) је био заповједник муслиманске Прве теочанске бригаде током рата у Босни и Херцеговини.
Рођен је у селу Средња Трнова, општина Угљевик. Син од оца Мехе и мајке Зејфе, рођене Бећировић, родом из села Шепак, општина Зворник. Имао је два брата и двије сестре. Он је био треће дијете по реду.
Осмогодишњу школу завршио је у Средњој и Доњој Трнови. По завршетку основне школе похађао је и завршио подофицирску школу ЈНА у Сарајеву. Током службе у ЈНА, ванредно је завршио војну академију ЈНА у Београду и добио чин капетана.
Године 1960. оженио се Раденком Радом Радељац, родом са Сокоца, и имао је двоје дјеце: кћерку Лејлу и сина Златка. Посљедњу службу у ЈНА, одрадио је у Хрватској, у Карловцу. ЈНА и Хрватску напушта када су почела ратна догађања и враћа се у родни крај - Средњу Трнову.
Био је члан Патриотске лиге од њеног оснивања. Пред рат, након првих демократских избора у БиХ, обављао је функцију командира станице милиције у Угљевику. Након тога одлази у Теочак и постаје командант муслиманске Територијалне одбране. Погинуо је када је покушао да са својом јединицом пробије коридор ка Доњој Каменици и даље према Сребреници, у селу Незук, 30. октобра 1992. године. Сахрањен је, по жељи супруге, у шехидском (шехид - пали борац) мезарју, у Снијежници код Теочака.
Хајрудин Мешић је предводио напад на село Горња Баљковица, када је убијено 16 српских цивила.
Добитник је Златног љиљана, највећег ратног одликовања у Армији РБиХ (1992), као и Ордена хероја ослободилачког рата (1994). За муслимане у БиХ он представља једног од највећих хероја рата 1992-1995, док за Србе представља ратног злочинца. Такође неке Бошњачке установе носе име по њему.